# 飛騨市巡回バス
飛騨市巡回バス（ひだしじゅんかいバス）は、かつて岐阜県飛騨市が運行していたコミュニティバス。愛称は「ふれあい号」。運行は濃飛乗合自動車（濃飛バス神岡営業所）に委託していた。2005年（平成17年）6月20日運行開始。2015年（平成27年）9月30日をもって廃止された。

## 概要
運賃は1乗車100円均一、1周約130km、所要時間は約4時間20分。日本最長のコミュニティバスであった。2007年（平成19年）末には累計利用者が10万人に達した。

## 路線
- 濃飛バス神岡営業所 - 割石温泉 - 猪谷 - 飛騨まんが王国 - 宮川振興事務所 - 角川駅 - 香愛ローズガーデン - すぱーふる桃源郷温泉 - 古川駅 - 山田湖 - 流葉温泉 - 旧奥飛騨温泉口駅 - 濃飛バス神岡営業所
  - 一部の便は割石温泉・西漆山を経由しない。
  - フリー乗車区間が設けられている。

## 車両
当初は観光型車両を使用しており、日野・メルファと同型のいすゞ・ガーラミオ、三菱ふそう・エアロバスMMや三菱ふそう・エアロミディMJなどを使用していたが、のちにバリアフリー対応のため、路線型ノンステップバスの日野・レインボーIIへ代替された。車種は様々であったがカラーリングは統一されており、専用カラーの濃い水色に白字で「飛騨市 ふれあい号」の文字と市章が書かれ、飛騨市の風物などが側面にパートラッピングされていた。専用バス停留所のデザインも車両と同色で、市章と「飛騨市 HIDA CITY」の文字が書かれており、濃飛バスの一般路線バスの停留所とはデザインが異なっていた。

## 廃止後
「飛騨市巡回バス」廃止翌日の2015年10月1日、飛騨市内の路線バス網が大幅再編され、濃飛バス神岡営業所の一般路線が一部廃止されたが、その代替となる新たなコミュニティバスとして飛騨市営バス「ひだまる」の運行が開始された。2023年5月現在、「ひだまる」11路線（「ひだまる」かみおか循環乗合タクシーを含む）が運行され、濃飛バス（神岡営業所）が受託している。
それに加えてデマンド型交通の「予約制乗合タクシー」2路線が運行され、「河合宮川乗合タクシー」は宮川タクシー・古川タクシー共同企業体、「稲越乗合タクシー」はニュー飛騨観光バスが運行受託している。